# Серебро
Серебро (рус. Серебро — „Сребро“; енгл. Serebro, стилизовано као SEREBRO — СЕРЕБРО) је трио из Русије који је освојио треће место на Песми Евровизије 2007. у Хелсинкију са песмом „Song #1“. Групу је основао Максим Фадејев, познати руски продуцент. Трио је променио много чланова, да би се коначно 2019. године распао. Серебро ће поново постати бенд у финалној сезони ријалити серије „Серебро Кастинг“. Песма под називом „Mi Mi Mi“, која их је довела до популарности, је касније плагаризована песмом „BBoom BBoom“ од једне јужнокинеске групе Момоленд (кореј. 모모랜드; стилизовано као MOMOLAND — МОМОЛЕНД).

## Историја
Јелена Темњикова је 2003. освојила треће место у телевизијском програму Фабрика звезда, чији је продуцент био Максим Фадејев. Касније је добила посао певачице у Фадејевом продуцентском центру. Током сарадње се јавила идеја о оснивању женског трија. Избор друге две певачице је трајао скоро годину дана. Јелена је активно учествовала у избору; она је у групу довела Олгу Серјапкину. Марина Лизоркина је сама дошла на пробу, пошто је прочитала оглас на интернету.
Састав групе је одлучен почетком 2006. У почетку је замишљено да се пројекат лансира 2008, али је Фадејев решио да представи једну песму на руском избору за Песму Евровизије 2007. Жири је 10. марта 2007. једногласно изгласао да Серебро и песма „Song #1“ буде руски представник.
Група се 12. маја појавила у финалу Песме Евровизије 2007. у Финској и то јој је био први јавни наступ. Серебро је заузело треће место, иза представника Србије Марије Шерифовић и Украјине Верке Сердјучке. Након успеха на Песми Евровизије, Сербро је брзо постала једна од најпопуларнијих музичких група у Русији. Серебро је током те године гостовао на бројним концертима и догађајима у Русији, Казахстану, Турској, Пољској, Узбекистану и Белорусији.
Половином јула је објављена њихова друга песма „Дыши“, такође позната и као „Song #2“. Песма је достигла популарност песме „Song #1“ и попела се на врхове топ-листа. У октобру је објављен спот за „Дыши“. На додели руских МТВ награда почетком октобра, Серебро је извео нову песму „What's Your Problem?“. Група тренутно ради на њиховом првом албуму, чији излазак је предвиђен за пролеће 2008. Серебро је најавио да ће бити песама и на руском и на енгелском језику.

## Награде
Серебро је 2007. добио две значајне награде. Добиле су World Music Awards (Светске музичке награде) за најбољег руског извођача. За разлику од осталих добитника ове награде из источне Европе (као што су Руслана из Украјине 2004. и Дима Билан 2006. године), Серебро није певао на додели.
Друга значајна награда коју су освојиле 2007. је MTV Russian Music Awards (МТВ руске музичке награде), за најбољег дебитанта.